# Annihilator (album)
Albums de Annihilator
Metal
(2007) Feast
(2013)
Annihilator est le treizième album studio du groupe de Thrash metal Canadien Annihilator sorti le 17 mai 2010 en Europe. C'est le quatrième avec Dave Padden au chant et à la guitare rythmique, c'est la première fois dans l'histoire du groupe qu'un membre reste aussi longtemps hormis Jeff Waters. Ce dernier dira même de lui qu'il est un excellent frontman et qu'il était la personne qui manquait au groupe.

## Liste des pistes
| No  | Titre                           | Durée |
| --- | ------------------------------- | ----- |
| 1.  | The Trend                       | 6:56  |
| 2.  | Coward                          | 4:19  |
| 3.  | Ambush                          | 3:17  |
| 4.  | Betrayed                        | 4:30  |
| 5.  | 25 Seconds                      | 4:45  |
| 6.  | Nowhere To Go                   | 5:02  |
| 7.  | The Other Side                  | 4:14  |
| 8.  | Death In Your Eyes              | 5:53  |
| 9.  | Payback                         | 4:43  |
| 10. | Romeo Delight (Van Halen cover) | 4:16  |

## Composition du groupe
- Jeff Waters - Guitares, Basse
- Dave Padden - Chant, Guitares
- Ryan Ahoff - Batterie